# Sant Marcèl
Sant Marcèl (en francès Saint-Marcel-sur-Aude) és un municipi francès situat al departament de l'Aude i a la regió d'Occitània.